# 哈里里·庫特
哈里里·庫特，(1881-20/8/1957)，是土耳其人出身的奧斯曼帝國總督和軍事指揮官，也是恩維爾帕夏的叔父。
他也是亞美尼亞種族滅絕和亞述人種族大屠殺的主要組織者之一，他監督比特利斯、穆什和多烏巴亞澤特對亞美尼亞人成年男女與兒童的殺戮。許多受害者被活埋在專門準備的溝渠中。他還跨入鄰國波斯並屠殺亞美尼亞人，亞述人和波斯人。
他在回憶錄中聲稱他親自殺害了“多或少於”30萬亞美尼亞人。 在1918年夏天在埃里溫舉行的一次會議上，在許多亞美尼亞人的面前，庫特宣稱：“我努力殲滅最後一個亞美尼亞人。

## 早年生涯
1905年，他在伊斯坦布爾的戰爭學院（參謀學院）畢業，成為傑出上尉（MümtazYüzbaşı）。
畢業後三年，他在馬其頓為第三軍團服役。1908年恢復憲政後，政府派他到伊朗組織反對波斯在波斯憲法革命期間登基的沙赫。 1909年4月13日後，他被召回並成為帝國衛隊的指揮官。
最初他在薩洛尼卡指揮該地區的流動憲兵隊，並在巴爾幹戰爭之前參與了與叛亂分子和土匪的戰鬥。 他還在巴爾幹戰爭期間指揮了一個部隊。他是1911年派往利比亞的年輕軍官之一，負責在義土戰爭期間組織針對意大利入侵的防禦。在第一次世界大戰之前，他擔任過範憲兵團的指揮官。

## 一次大戰
當土耳其加入第一次世界大戰時，他在伊斯坦布爾的高級指揮部工作。後來他擔任在俄羅斯邊境奧斯曼第三軍的師長，從而參與反對與俄羅斯人結盟的亞美尼亞人的行動。後來，他是第一次世界大戰期間在美索不達米亞奧斯曼軍隊的高級指揮官之一。
1915年，他是在伊拉克南部奪取庫特部隊的指揮官，在這次成功的戰役之後，他晉升將軍，被任命為巴格達省省長（現在是伊拉克和科威特的總和），也是1916年4月19日至1918年戰爭結束時的第六集團軍司令。
1917年，哈里里被國防大臣恩維爾帕夏命令將他的一些部隊調往波斯。這次企圖破壞英國支持的波斯政府，惟以未遂告終。這限制了他保衛巴格達的能力並導致巴格達淪陷。在此之後，英軍在伊拉克前線駐紮了新的英軍。

## 亞美尼亞種族滅絕
哈里里在亞美尼亞種族滅絕中扮演配角。他在圍攻凡城期間參加了平民殺戮活動，也是組織滅絕種族行為的三名帕夏之一的恩維爾的叔叔。庫特曾對德國駐埃爾祖魯姆]副領事所說的亞美尼亞營進行“大屠殺”，後來由一名在其指揮下的士兵作證說：哈里里把整個亞美尼亞人（男人，女人和兒童） 比特利斯、穆什和地區也遭到屠殺而沒有遺憾，我的伍也收到了類似的命令，許多遇難者被活埋在特別準備好的坑中。

## 後期日子
一戰結束後，他被伊斯坦堡的英國占領軍監禁，但逃脫並逃往莫斯科 根據安卡拉政府和蘇聯領導層簽署的莫斯科條約（1921年）的條款，他把列寧送到安卡拉的金錠運回土耳其，支付土耳其交換巴统返回蘇聯。由於當時他未獲准留在土耳其，他首先回到莫斯科，然後回到柏林。
在1923年土耳其宣布成立共和國後，他獲准返回土耳其。他於1957年在伊斯坦布爾去世。